# SN 2010kr
SN 2010kr – supernowa typu Ia odkryta 1 grudnia 2010 roku w galaktyce A104738+3855. W momencie odkrycia miała maksymalną jasność 18,10m.